# Liste der Naturdenkmale in Stein-Bockenheim
Die Liste der Naturdenkmale in Stein-Bockenheim nennt die im Gemeindegebiet von Stein-Bockenheim ausgewiesenen Naturdenkmale (Stand 29. Februar 2024).

## Ehemalige Naturdenkmale
| Nr.         | Bezeichnung      | Lage                                        | Beschreibung                                                                                             | Bild                                    |
| ----------- | ---------------- | ------------------------------------------- | --- | --------------------------------------- |
| ND-7331-462 | Alter Steinbruch | südwestlich des Ortes; Flur Steinkaute Lage | verfüllter, aufgewaldeter ehemaliger Steinbruch; flächenhaftes Naturdenkmal; Rechtsverordnung aufgehoben | Direkt Bild zu diesem Denkmal hochladen |